# Charles R. Larson

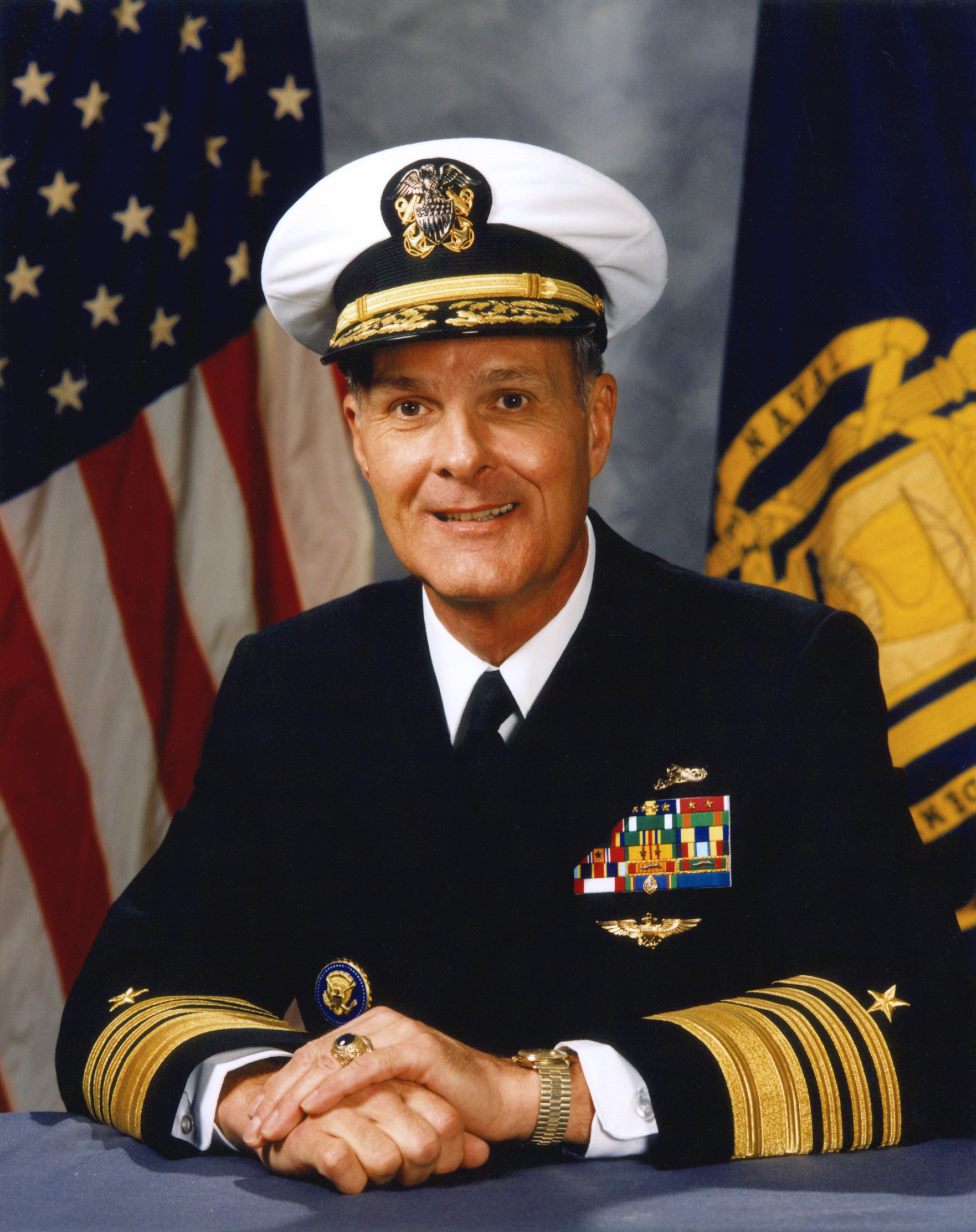
Admiral Charles R. Larson

Charles Robert Larson (* 20. November 1936 in Sioux Falls, South Dakota; † 26. Juli 2014 in Annapolis, Maryland) war ein US-amerikanischer Admiral der US Navy und Politiker der Demokratischen Partei, der zuletzt zwischen 1991 und 1994 Oberkommandierender des Pazifikkommandos (US Pacific Command) sowie von 1994 bis 1998 Superintendent der US Naval Academy in Annapolis war. Er wurde in seiner militärischen Laufbahn mehrfach ausgezeichnet und erhielt als einziger Marineoffizier sieben Mal die Navy Distinguished Service Medal. 2002 bewarb er sich für die Demokratische Partei erfolglos für das Amt des Vizegouverneurs von Maryland.

## Leben

### Ausbildung zum Marineoffizier
Larson, Sohn von Eldred Charles Larson und dessen Ehefrau Gertrude Edythe Jensen, wuchs in Omaha auf
und engagierte sich in der Jugend als Pfadfinder bei den Boy Scouts of America, wo er 1950 Eagle Scout sowie mit dem Distinguished Eagle Scout Award ausgezeichnet wurde. Er begann nach dem Schulbesuch 1954 seine Offiziersausbildung an der US Naval Academy in Annapolis, die er 1958 mit einem Bachelor of Science (B.Sc.) im Studiengang Schiffbau abschloss. Zu seinen Jahrgangskameraden gehörten der spätere republikanische Senator aus Arizona John McCain sowie John Poindexter, ein späterer Vizeadmiral und Nationaler Sicherheitsberater. Im Anschluss wurde er als Offizier in die US Navy übernommen und absolvierte in der Folgezeit eine Ausbildung zum Offizier der Marineflieger auf der Naval Air Station Pensacola, die er 1960 beendete. Danach war er bis April 1963 Pilot von Jagdbombern vom Typ Douglas A-1 bei der 176. Angriffsstaffel VA-176 (Attack Squadron 176) auf dem Flugzeugträger Shangri-La und danach zwischen April 1963 und 1968 Offizier auf den Atom-U-Booten Nathan Hale, Nathanael Greene und Bergall.
1968 wurde Larson als erster Marineoffizier White House Fellow und absolvierte die einjährige Zeit als Sonderassistent des damaligen Innenministers (Secretary of the Interior) Stewart Udall. Danach fungierte er zwischen 1969 und 1971 im Executive Office of the President of the United States als Marineassistent von US-Präsident Richard Nixon. Anschließend fand er zwischen 1971 und 1973 Verwendung als Erster Offizier des zur Skipjack-Klasse gehörenden Atom-U-Bootes USS Sculpin, ehe er als Fregattenkapitän (Commander) als Nachfolger von Fregattenkapitän John E. McNish vom 5. August 1973 bis 1976 Kommandant des U-Bootes Halibut war. Für seine Verdienste als Kommandant dieses U-Bootes wurde er 1974 und 1975 mit der Navy Distinguished Service Medal ausgezeichnet. Anschließend übernahm er 1976 den Posten als Kommandeur der U-Boot-Entwicklungsgruppe 1 (Submarine Development Group ONE) in San Diego, wo er das weltweite Tiefsee-U-Boot-Programm der US Navy leitete.

### Aufstieg zum Admiral
Larson wurde 1979 zum Konteradmiral (Rear Admiral) befördert und wurde nach anderen Verwendungen am 31. August 1983 als Nachfolger von Vizeadmiral Edward C. Waller erstmals Superintendent der US Naval Academy in Annapolis und verblieb in dieser Verwendung bis zu seiner Ablösung durch Konteradmiral Ronald F. Marryott am 19. August 1986. Für die dortigen Verdienste wurde ihm eine weitere Navy Distinguished Service Medal verliehen. Nach einer anschließenden Verwendung zwischen August 1986 und August 1988 als Befehlshaber der 2. US-Flotte (US Second Fleet) sowie zugleich als Kommandeur der Angriffsflotte Atlantik (Striking Fleet Atlantic) und als Kommandeur der Vereinigten Einsatzkräfte 120 (Joint Task Force 120) wurde er abermals mit der Navy Distinguished Service Medal geehrt.
war er zwischen September 1988 und Februar 1990 als Vizeadmiral (Vice-Admiral) in Personalunion stellvertretender Chef für Marineoperationen für Planung, Grundsatzfragen und Operationen (Deputy Chief of Naval Operations for Plans, Policy and Operations), stellvertretender Vertreter der Marine für Operationen im Vereinigten Generalstab (Joint Chiefs of Staff) sowie Leitendes Mitglied der USA im militärischen Stabskomitee der Vereinten Nationen. Auch für die dortigen Verdienste wurde er mit der Navy Distinguished Service Medal ausgezeichnet. Anschließend wurde er als Admiral am 15. Februar 1990 Nachfolger von Admiral David E. Jeremiah als Oberbefehlshaber der Pazifikflotte (US Pacific Fleet) und verblieb in dieser Funktion bis zu seiner Ablösung durch Admiral Robert J. Kelly am 15. Februar 1991. Für seine Leistungen in dieser Verwendung wurde er abermals mit der Navy Distinguished Service Medal ausgezeichnet.
Anschließend übernahm Larson am 1. März 1991 von Admiral Huntington Hardisty den Posten als Oberkommandierender des Pazifikkommandos (US Pacific Command), das er bis zu seiner Ablösung durch Admiral Richard C. Macke am 19. Juli 1994 innehatte. Für diese Verdienste wurde er mit der Defense Distinguished Service Medal geehrt. Zuletzt übernahm er am 1. August 1994 als Nachfolger von Konteradmiral Thomas Lynch erneut die Funktion als Superintendent der US Naval Academy in Annapolis und hatte diese bis zu seiner Ablösung durch Vizeadmiral John R. Ryan am 4. Juni 1998 inne. Damit war er der erste und bislang einzige Offizier, der im Admiralsrang die Funktion des Superintendent bekleidete. Im Anschluss wurde ihm zum siebten Mal die Navy Distinguished Service Medal verliehen. Darüber hinaus wurde er drei Mal mit dem Legion of Merit sowie der Bronze Star Medal ausgezeichnet.

### Wirtschaftsmanager und erfolglose Bewerbung als Vizegouverneur
Nachdem er anschließend aus dem aktiven Militärdienst ausgeschieden war, wurde er 1998 Vorstandsmitglied des Energieunternehmens Baltimore Gas and Electric und gehörte diesem bis zu seinem Tode an. Daneben war er von 1999 bis 2002 Vorstandsmitglied des Energieversorgers Constellation Energy sowie zwischen 2002 und seinem Tode des RüstungsindustrieUnternehmens Northrop Grumman. Daneben war er zeitweilig Mitglied der Vorstände der Technologieunternehmen Edge Technologies und Esterline Technologies. Er engagierte sich ferner als Vize-Vorsitzender des Aufsichtsrates des University System of Maryland (USM), als Vorstandsmitglied der Denkfabrik Atlantic Council sowie im Council on Foreign Relations.
Larson, der 2002 von der Republikanischen Partei zur Demokratischen Partei wechselte, bewarb sich als Running Mate an der Seite von Kathleen Kennedy Townsend bei den Gouverneurswahlen vom 5. November 2002 für das Amt des Vizegouverneurs von Maryland. Die beiden unterlagen aber den Kandidaten der Republikaner Robert L. Ehrlich, der Gouverneur wurde, sowie dessen Running Mate Michael Steele, der das Amt des Vizegouverneurs bekam.
Aus seiner am 19. August 1961 mit Sarah „Sally“ Elizabeth Craig geschlossenen Ehe gingen die drei Töchter Sigrid Anne, Erica Lynn und Kirsten Elizabeth Larson hervor. Larson starb an den Folgen von Leukämie und wurde auf dem Friedhof der US Naval Academy bestattet.

### Auszeichnungen
Auswahl der Dekorationen, sortiert in Anlehnung der Order of Precedence of the Military Awards:
- Army Distinguished Service Medal
- Navy Distinguished Service Medal (7 ×)
- Bronze Star Medal
- Legion of Merit (3 ×)